# Saguinus graellsi
Tamarin du Río Napo
Espèce
Synonymes
- Saguinus nigricollis graellsi (Jiménez de la Espada, 1870)

Statut de conservation UICN

 LC  : Préoccupation mineure
Statut CITES
Saguinus graellsi est une espèce de singes platyrrhiniens de la famille des Cebidae qui se rencontre au Pérou et en Équateur.

## Noms vernaculaires
- Tamarin du Río Napo
- Tamarin à manteau noir de Graell

## Distribution
Est de l’Équateur et nord du Pérou. Au nord jusqu’au Río Putumayo à la frontière colombienne, à l’est le long de la rive droite du Río Napo jusque près de son embouchure au sud-est, au sud vers le Río Marañón, à l’ouest jusqu’au Río Santiago en Équateur.

## Habitat
Forêt pluviale, terre ferme près des cours d’eau.

## Description
Avant-corps (manteau) gris-olive noirâtre. Bas du dos et pattes arrière olivacés. Queue noire sauf le premier tiers brun chamois.

## Domaine
56,2 ha (saison sèche) et 41,7 ha (saison humide), à Cuyabeno (nord-est de l’Équateur, d’après Stella de la Torre).

## Densité
22-33/km² (Cuyabeno).

## Comportements basiques
Diurne. Arboricole.

## Alimentation
Frugivore-insectivore-exsudativore. Il se nourrit de quarante-et-une espèces de plantes (Cuyabeno).

## Taille du groupe
2 à 9 (Cuyabeno).

## Reproduction
Pic de naissances en janvier (saison sèche) et, dans une moindre mesure, en juin (saison humide), à Cuyabeno, laissant présumer ici une haute productivité forestière.

## Sympatrie et association
Sympatrique du Tamarin à manteau rouge (S. fuscicollis lagonotus). Pour éviter la concurrence, n’hésite pas à sortir sous l’ondée quand l’autre reste « au nid » et laisse passer l’orage. C’est sa façon de cohabiter dans des milieux vraiment humides avec une espèce plus adaptable et opportuniste.

## Conservation
Parc national de Yasuní, PN de Sangay, Réserve de faune de Cayambé-Coca et Rfa. de Cuyabeno (Équateur).